# Arne Beurling
Arne Beurling   (Göteborg, 3 de febrer de 1905 - Princeton, 20 de novembre de 1986) va ser un matemàtic suec.

## Vida i Obra
Els seus pares es van separar quan només tenia tres anys, però malgrat viure amb la mare, sempre va mantenir bones relacions amb el pare, amb qui anava sovint a caçar. Va fer les estudis secundaris a Göteborg i en acabar-los, el 1924, va ingressar a la universitat d'Uppsala per estudiar matemàtiques. Va interrompre els estudis en dues ocasions: un any per fer el servei militar i un altre per anar a Panamà de caça amb el sue pare. El 1933 va obtenir el doctorat amb una tesi dirigida per Anders Wiman. Va ser professor de la universitat d'Uppsala fins al 1954, quan va decidir acceptar una plaça a l'institut d'Estudis Avançats de Princeton, on va romandre fins a la seva jubilació el 1973. Fins a la seva mort el 1986, va continuar com professor emèrit a Princeton.
Els seus treballs de recerca van ser en els camps de l'anàlisi complexa, de l'anàlisi harmònica i de la teoria del potencial. Va publicar una cinquantena d'articles científics. A ell se li deuen la noció matemàtica d'espectre i el teorema que porta el seu nom sobre la seva no buidedat.
No obstant, el fet pel que és més recordat està relacionat amb la criptografia. Quan l'abril de 1940, l'exèrcit nazi va envair Dinamarca i Noruega, les seves comunicacions telefòniques i telegràfiques amb Berlín havien de passar per Suècia. La intel·ligència sueca va trobar la manera d'interceptar els missatges que estaven encriptats per una màquina anomenada Geheimschreiber o T52ab. Beurling va reunir tot el material interceptat en dos dies del mes de maig i, sorprenentment ja que només disposava de llapis i paper, dos setmanes més tard havia deduït l'algorisme de xifrat i havia trobat la fórmula per atacar-lo. Fins a finals de 1942, quan la màquina alemanya va ser substituida per les més modernes T52d, tots els missatges alemanys van poder ser desxifrats i la màquina va ser reproduïda a Bletchley Park. No ha estat possible reproduir la metodologia que va seguir Beurling en aquest treball, però sembla que els propis operadors alemanys, amb el seu desconeixement de les conseqüències de les seves rutines, van ser els seus principals aliats per aconseguir aquesta fita.
Sobre aquests fets, el 2005 es va estrenar l'òpera Krypto CEG amb música de Jonas Sjöstrand i lletra del matemàtic Kimmo Eriksson.